# Villa Hegedűs
Le villa Hegedűs (en hongrois : Hegedűs-villa) est un édifice situé dans le 14e arrondissement de Budapest.